# Relaps
Relaps (etymologicky doslova „znovuvzplanutí“) nastává tehdy, když je člověk znovu zasažen stavem, který jej již v minulosti zasáhl. Může se jednat o medicínský či o psychologický stav, jako je například deprese, poruchy příjmu potravy, schizofrenie, bipolární afektivní porucha, roztroušená skleróza, rakovina či návyk na drogy. Z medicínského hlediska se může jednat o konec remise, návrat příznaků nemoci či zhoršení stavu. Během rekonvalescence může nemoc znovu propuknout.
Podle jedné studie došlo podle odhadů k 37% lidí k relapsu do 3 měsíců od vstupu na rehabilitaci. Míra relapsu z užívání návykových látek se pohybuje od 40% do 60%.

## Relaps při alkoholismu a jiných závislostech
Při léčbě závislosti je třeba rozlišit dva termíny, a to laps a relaps. Jednorázové přerušení abstinence či porušení zásad kontrolované konzumace se definuje jako laps. Relaps je řetězec lapsů, který vede k návratu k původním patologickým vzorcům konzumačního chování. Míra závažnosti závislostního problému se v případě relapsu často zvyšuje.
Moderní adiktologie s výskytem lapsů i relapsů při léčbě závislosti počítá. Laps je třeba zpracovat, pochopit a definovat jeho vnější i vnitřní spouštěče. Tehdy může dokonce znamenat určitý posun v léčbě závislého pacienta.

## Prevence relapsu
Mezi nejčastější zásady prevence relapsu patří: dodržování režimových opatření a vyhýbání se rizikové společnosti a prostředí, zdravá koncepce dne, prevence nadbytečného stresu a relaxace. Zvažte následující návrhy na prevenci relapsů:
- Změňte svůj život. Vyhýbejte se starým místům, lidem a věcem spojeným s používáním. To se často snadněji řekne, než udělá, ale skutečná změna je nutná, pokud se chystáte změnit vzorce a chování spojené s minulým užíváním návykových látek.
- Procvičujte ve svém životě úplnou poctivost. Buďte k sobě obzvláště upřímní ohledně svých vlastních myšlenek a chování.
- Požádejte o pomoc a přejděte do podpůrné skupiny. Získejte sponzora a pracujte na svém programu. Je snadné si myslet, že nepotřebujete další, ale trvalá podpora je pro udržení uzdravení zásadní.
- Procvičujte péči o sebe a žijte zdravým životním stylem. Nepokoušejte se spěchat. Pokud jste nadměrně unavení, přepracovaní nebo máte hlad, vystavujete se vyššímu riziku relapsu.
- Držte se pravidel. Nezkoušejte být výjimkou a ohýbejte pravidla. Mnoho lidí si myslí, že se liší a při zotavování nemusí dělat věci stejně jako ostatní. To začne být nebezpečné, jakmile začnete při zotavování riskovat.